# غريغوري كوري
غريغوري كوري (بالإنجليزية: Gregory Currie)‏ هو فيلسوف أسترالي، ولد في 1950.